# Jan Baranowski (naukowiec)

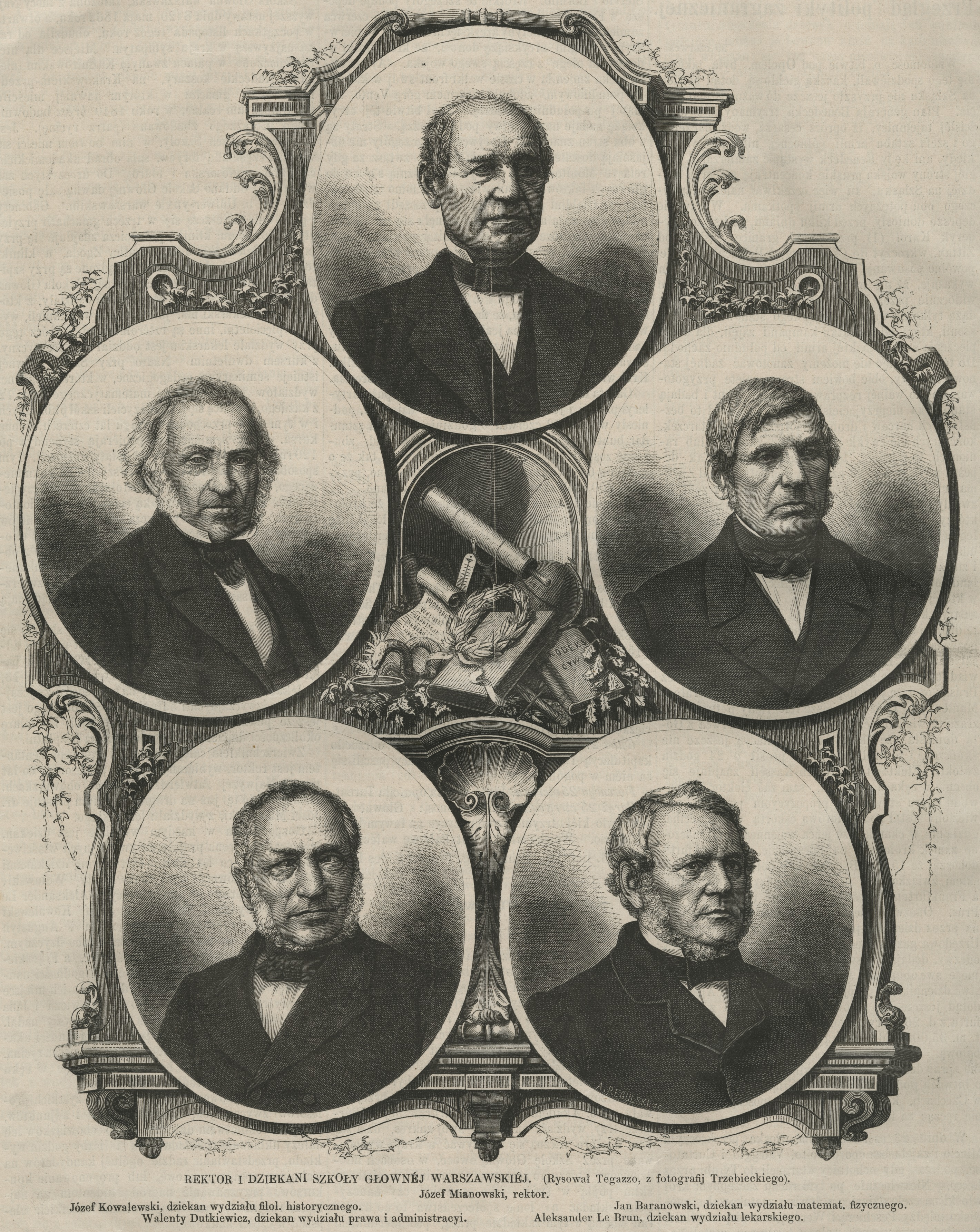
Władze Szkoły Głównej Warszawskiej, Jan Baranowski w środkowym rzędzie z prawej strony

Jan Baranowski (ur. 26 grudnia 1800 w Sławkowie, zm. 8 listopada 1879 w Lublinie) – astronom, przyrodnik.

## Życiorys
Studia rozpoczął na Uniwersytecie Jagiellońskim, a ukończył 12 lipca 1825 roku na Uniwersytecie Warszawskim. Od roku 1825 adiunkt, następnie w latach 1848–1869 dyrektor warszawskiego Obserwatorium Astronomicznego. Równolegle w latach 1862–1869 był profesorem Szkoły Głównej w Warszawie, a pod koniec jej istnienia także dziekanem Wydziału Matematyczo-Fizycznego.
W 1833 roku obliczył orbitę komety Biela.
Od 1843 pracował nad wydaniem po łacinie i w języku polskim De revolutionibus oraz innych pism Mikołaja Kopernika, zrealizowanym w 1854. Było to pierwszy przekład tego tytułu na język nowożytny, zawierająca także przedmowę Kopernika, której nie mają wydania norymberskie (dzięki wykorzystaniu egzemplarzy dzieła Kopernika z praskiej biblioteki Nositzów). W jednym tomie opublikowano prócz niego również Narrato Prima Jerzego Joachima Retyka, korespondencję oraz drobne pisma Kopernika.
Był jednym z autorów haseł do 28 tomowej Encyklopedii Powszechnej Orgelbranda z lat 1859-1868. Jego nazwisko wymienione jest w I tomie z 1859 roku na liście twórców zawartości tej encyklopedii.
Obserwował całkowite zaćmienie Słońca w Warszawie 28 lipca 1851 i zmierzył czas jego trwania. W latach 1857–1861 wydawał „Kalendarz Obserwatorium Astronomicznego Warszawskiego”, w którym zamieszczał obserwacje fenologiczne. 
Od roku 1869 jako emeryt zamieszkał u Walentego Baranowskiego, swego brata biskupa w Lublinie. 
Odznaczony Orderem św. Stanisława II klasy.

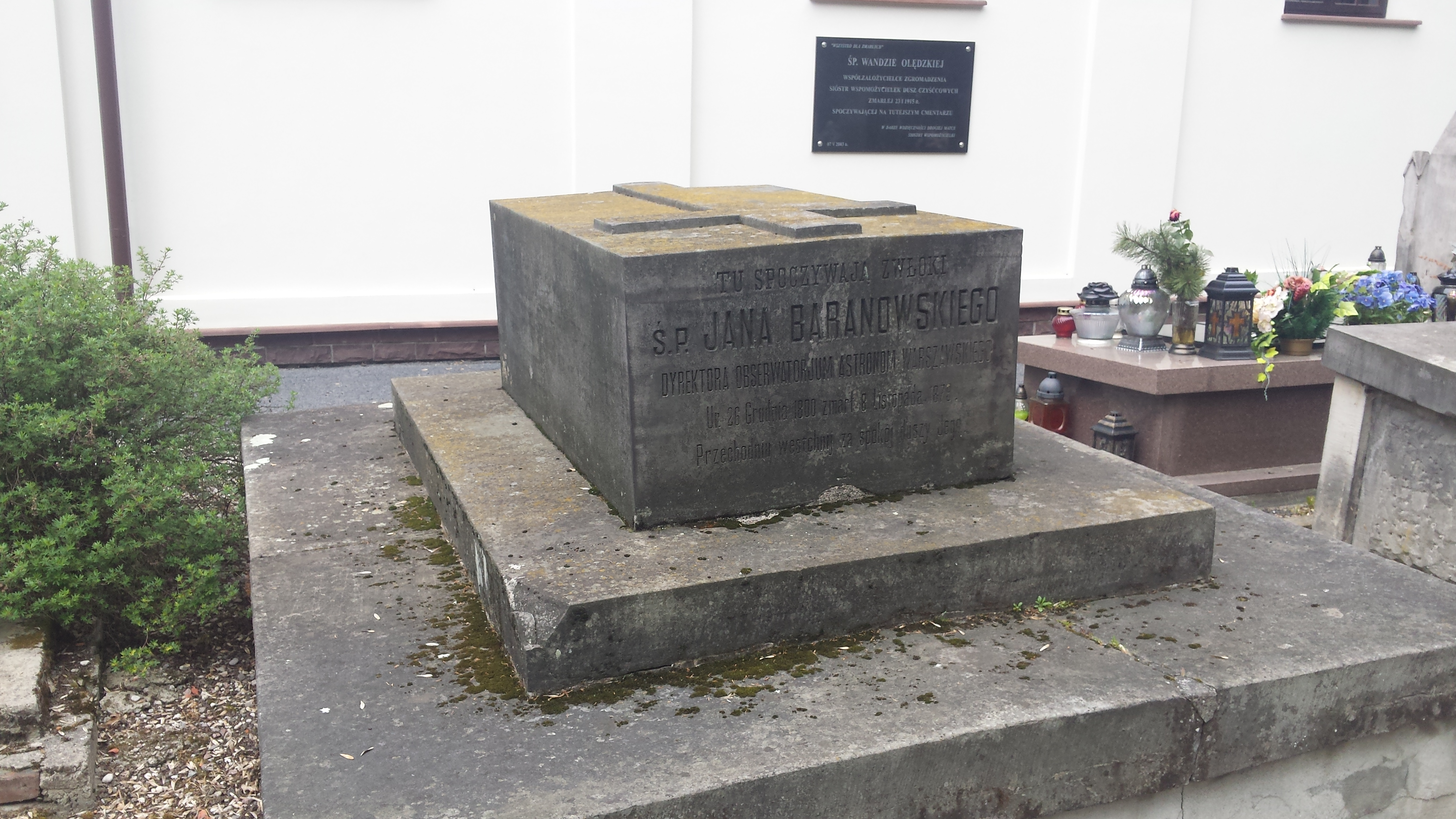
Grób Jana Baranowskiego na cmentarzu przy Lipowej w Lublinie

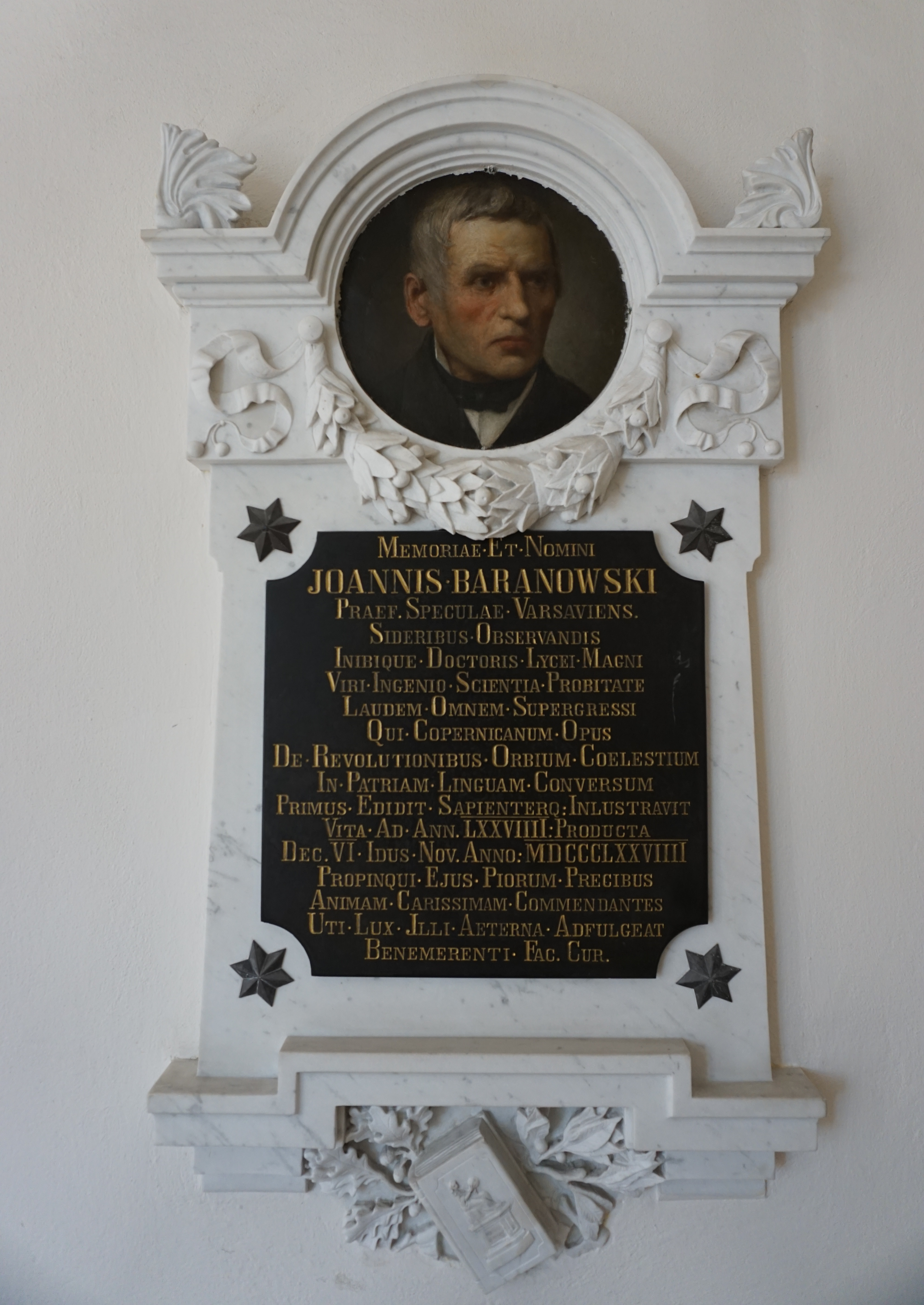
Epitafium Jana Baranowskiego w archikatedrze lubelskiej